# 1599 Giomus
1599 Giomus eller 1950 WA är en asteroid i huvudbältet som upptäcktes den 17 november 1950 av den franske astronomen Louis Boyer vid Algerobservatoriet. Den har fått sitt namn efter Gien i Frankrike.
Asteroiden har en diameter på ungefär 41 kilometer och den tillhör asteroidgruppen Hygiea.